# Svetovno prvenstvo v veslanju
Svetovno prvenstvo v veslanju je mednarodna regata, ki jo vsako leto organizira Mednarodna veslaška zveza. Svetovno prvenstvo se organizira vsako leto ob koncu poletja (na severni polobli) in traja en teden. V letu pred Olimpijskimi igrami je to osrednji dogodek v veslaškem športu, saj se ekipe tam kvalificirajo za nastop na naslednjih OI.
Prvo prvenstvo je bilo organizirano v švicarskem Lucernu leta 1962. Do leta 1974 je bilo prvenstvo organizirano vsake štiri leta, po tem letu pa vsako leto. Istega leta (1974) sta bili dodani dve novi disciplini, tekmovanje za ženske in kategorija lahkih veslačev za moške. Leta 1985 je bila dodana še lahka kategorija za ženske.
Od leta 1996 je v olimpijskem letu istočasno organizirano tudi svetovno mladinsko veslaško prvenstvo.
Leta 2002 so bile uvedene še kategorije za veslače s telesnimi pomankljivostmi.

## Čolni
Na prvenstvih se tekmuje v 23 različnih kategorijah, razen v olimpijskem letu, ko se tekmuje le v neolimpijskih kategorijah.
Spodnja tabela prikazuje kategorije, "O" označuje olimpijske discipline, "WC" označuje le discipline, v katerih se tekmuje le na svetovnem prvenstvu. Od leta 2007 kategorija četverec s krmarjem ni več disciplina svetovnih prvenstev.
| Čoln | Čoln                  | Moški | Moška lahka kategorija | Ženske | Ženska lahka kategorija |
| ---- | --------------------- | ----- | ---------------------- | ------ | ----------------------- |
| 1x   | Enojec                | O     | WC                     | O      | WC                      |
| 2x   | Dvojec                | O     | O                      | O      | O                       |
| 2-   | Dvojec brez krmarja   | O     | WC                     | O      |                         |
| 2+   | Dvojec s krmarjem     | WC    |                        |        |                         |
| 4x   | Četverec              | O     | WC                     | O      | WC                      |
| 4-   | Četverec brez krmarja | O     | O                      | WC     |                         |
| 4+   | Četverec s krmarjem   | WC    |                        |        |                         |
| 8+   | Osmerec               | O     | WC                     | O      |                         |

## Dogodki
| Leto | Kraj                                                | Država                  | Datum                         |
| ---- | --------------------------------------------------- | ----------------------- | ----------------------------- |
| 1962 | Lucern Rotsee                                       | Švica                   |                               |
| 1966 | Bled Blejsko jezero                                 | Jugoslavija             |                               |
| 1970 | St. Catharines Martindale Pond                      | Kanada                  |                               |
| 1974 | Lucern Rotsee                                       | Švica                   |                               |
| 1975 | Nottingham Holme Pierrepont                         | Združeno kraljestvo     |                               |
| 1977 | Amsterdam Bosbaan                                   | Nizozemska              |                               |
| 1978 | Hamilton Lake Karapiro                              | Nova Zelandija          |                               |
| 1979 | Bled Blejsko jezero                                 | Jugoslavija             |                               |
| 1980 | Hazewinkel                                          | Belgija                 |                               |
| 1981 | München Oberschleißheim                             | Nemčija                 |                               |
| 1982 | Lucern Rotsee                                       | Švica                   |                               |
| 1983 | Duisburg                                            | Nemčija                 |                               |
| 1984 | Montreal Île Notre-Dame                             | Kanada                  |                               |
| 1985 | Hazewinkel                                          | Belgija                 |                               |
| 1986 | Nottingham Holme Pierrepont                         | Združeno kraljestvo     |                               |
| 1987 | København                                           | Danska                  |                               |
| 1988 | Milano                                              | Italija                 |                               |
| 1989 | Bled Blejsko jezero                                 | Jugoslavija             |                               |
| 1990 | Tasmanija Lake Barrington                           | Avstralija              | (24. oktober - 4. november)   |
| 1991 | Dunaj                                               | Avstrija                | (24.-25. avgust)              |
| 1992 | Montreal Île Notre-Dame                             | Kanada                  |                               |
| 1993 | Račice Roudnice                                     | Češka                   | (8.-9. maj)                   |
| 1994 | Indianapolis Eagle Creek Park                       | Združene države Amerike | (17.-18. september)           |
| 1995 | Tampere Kaukajärvi                                  | Finska                  | (25.-27. avgust)              |
| 1996 | Motherwell Strathclyde Country Park                 | Škotska                 | (5.-11. avgust)               |
| 1997 | Aiguebelette                                        | Francija                | (31. avgust - 7. september)   |
| 1998 | Köln Fühlingen                                      | Nemčija                 | 6. september – 13. september  |
| 1999 | St. Catharines Martindale Pond                      | Kanada                  | 22. avgust – 29. avgust       |
| 2000 | Zagreb Jarun                                        | Hrvaška                 | 1. avgust – 6. avgust         |
| 2001 | Lucern Rotsee                                       | Švica                   | 19. avgust – 26. avgust       |
| 2002 | Sevilla Guadalquivir                                | Španija                 | 15. september – 22. september |
| 2003 | Milano Idroscalo                                    | Italija                 | 24. avgust – 31. avgust       |
| 2004 | Banyoles Jezero Banyoles                            | Španija                 | 27. julij – 11. avgust        |
| 2005 | Kaizu, Gifu Nagaragawa International Regatta Course | Japonska                | 29. avgust – 4. september     |
| 2006 | Dorney Dorney Lake                                  | Združeno kraljestvo     | 20. avgust – 27. avgust       |
| 2007 | München Oberschleißheim                             | Nemčija                 | 26. avgust – 2. september     |
| 2008 | Ottensheim                                          | Avstrija                | 20. julij – 27. julij         |
| 2009 | Poznań Jezero Malta                                 | Poljska                 | 23. avgust – 30. avgust       |
| 2010 | Hamilton Lake Karapiro                              | Nova Zelandija          | 29. oktober – 7. november     |
| 2011 | Bled Blejsko jezero                                 | Slovenija               | 28. avgust – 4. september     |
| 2012 | Plovdiv                                             | Bolgarija               | 18. julij – 21. julij         |

| Število organizacij | Država gostiteljica |
| ------------------- | --- |
| 4                   | Švica, Kanada, Združeno kraljestvo, Nemčija                                                                                        |
| 3                   | Jugoslavija |
| 2                   | Nova Zelandija, Belgija, Italija, Avstrija, Španija                                                                                |
| 1                   | Nizozemska, Danska, Avstralija, Češka, Združene države Amerike, Finska, Francija, Hrvaška, Japonska, Poljska, Slovenija, Bolgarija |